# 瓜生道明
瓜生 道明（うりう みちあき、1949年3月18日 - ）は、日本の財界人であり、九州電力の代表取締役会長である。
玄海原発、川内原発の再稼働に全力を注いでいる。
九州電力やらせメール事件が発覚した当時は副社長であった。

## 出生および学歴
福岡県北九州市生まれ。父親の転勤で大阪などで育つ。大阪大学で機械工学を学び、鉱山会社に就職して１年で退社。のちに大阪大学大学院工学研究科で産業機械工学を専攻し、1975年3月に修了。

## 職歴
- 1975年（昭和50年）4月 九州電力株式会社入社
- 1995年（平成7年）7月 同社 火力部火力課長
- 1997年（平成9年）7月 同社 新大分発電所建設所次長
- 1998年（平成10年）7月 同社 火力部次長
- 2000年（平成12年）7月 同社 火力部設備計画グループ長
- 2001年（平成13年）7月 同社 経営企画室新規事業開発グループ長
- 2002年（平成14年）7月 同社 経営企画室（次長）
- 2003年（平成15年）7月 同社 経営企画室エネルギー市場戦略グループ長
- 2004年（平成16年）7月 同社 経営企画室電力取引管理グループ長
- 2006年（平成18年）6月 同社 環境部長
- 2007年（平成19年）6月 同社 執行役員 経営企画室長
- 2008年（平成20年）7月 同社 執行役員 経営企画部長
- 2009年（平成21年）6月 同社 取締役 常務執行役員 火力発電本部長
- 2011年（平成23年）6月 同社 代表取締役副社長 火力発電本部長
- 2012年（平成24年）4月 同社 代表取締役社長
- 2018年（平成30年）6月 同社 代表取締役会長

## 発言
- 九電は2013年3月期連結決算で、最終赤字3324億円と過去最大の赤字を出した。瓜生道明は九電創立以来「60年かけてつくった信頼が崩壊した」、「速やかな原発再稼働を強く望む」と語った[3]。
- 九州電力は2014年6月26日、福岡市中央区のホテルニューオータニ博多で株主総会を開いた。瓜生道明は「原発の再稼働は最重要課題であり、早期実現を目指して全力を挙げたい」とした上で、2期連続で無配となったことに「誠に遺憾であり、深くおわび申し上げる」と陳謝した[4]。